# 山川晃司
山川 晃司（やまかわ こうじ、1996年11月15日 - ）は、福岡県大野城市出身の元プロ野球選手（投手）。右投右打。

## 経歴

### プロ入り前
2014年10月23日、ドラフト会議で、東京ヤクルトスワローズから捕手として3位指名を受け、11月21日、契約金5000万円、年俸600万円で仮契約を結んだ。背番号は55。

### ヤクルト時代
2015年4月28日に、「侍ジャパン大学日本代表 対 NPB選抜」のNPB選抜に選出されたことが発表された。
ヤクルトには捕手として入団したが、二軍（イースタン・リーグ）公式戦では出場機会を増やすために外野手や一塁手にも挑戦した。1年目の2015年には二軍で打率.209を記録したが、以降のシーズンは1割台の低打率にあえいでいた。2017年オフには同年のドラフト会議でヤクルトから1位指名を受けて入団することとなった村上宗隆に入団当初から着用していた背番号55を譲り、自身は背番号を69に変更した。
2019年3月、二軍監督の高津臣吾から肩の強さを生かした投手兼任の二刀流転向を打診された。山川にとって投手は小学生以来だった。同月、大学チームとの練習試合で投手として登板。5月に腰のヘルニア手術で戦列を離れ、1本のヒットも打てないままシーズンを過ごした。9月に復帰後、同月4日には関西独立リーグ選抜チーム相手に投手として登板後、特別ルールで降板後も代打にも立って捕手のポジションにつく二刀流としてプレー。同月11日の対巨人戦では、投手としてファーム公式戦初登板。連続四死球でピンチを招いたが、1回1奪三振、無失点でデビュー登板を飾っている。しかし、投手としての公式戦登板はこの1試合のみにとどまった。結局一軍出場経験のないまま、同年オフに戦力外通告を受けた。その後、大阪シティ信用金庫スタジアムで行われた12球団合同トライアウトでは野手だけでなく、投手としても登板。打者としては3打数1安打1四球、投手としては打者3人相手に無安打2奪三振と双方でまずまずの結果を残した。

### BCリーグ富山時代
2019年11月29日、BCリーグの富山GRNサンダーバーズに投手として入団することが発表された。
2020年は3月に右肘靱帯を痛めた影響で、開幕は出遅れ、BCリーグ公式戦初登板は8月29日の対石川ミリオンスターズ戦となった。
富山は2022年は日本海オセアンリーグ（NOL）の所属となったが、同シーズンに最多セーブのタイトルを獲得した。
富山が日本海リーグの所属に変わった2023年も前年に続いて最多セーブのタイトルを獲得している。
2023年11月15日、鎌ケ谷スタジアムで行われた12球団合同トライアウトに参加上限となる2回目の参加をし、今回は投手のみで参加した。打者3人相手に最速148km/hを計測しながらも被安打1、与四球2という結果に終わった。12月8日、任意引退で富山を退団することが発表された。

### 社会人野球時代
2023年12月20日、釣寿生、佐藤奨真とともに、社会人野球のロキテクノ富山に入団することが発表された。

## 詳細情報

### 年度別打撃成績
- 一軍公式戦出場なし

### 独立リーグでの投手成績
| 年 度    | 球 団    | 登 板 | 先 発 | 完 投 | 完 封 | 無 四 球 | 勝 利 | 敗 戦 | セ 丨 ブ | ホ 丨 ル ド | 勝 率 | 打 者 | 投 球 回 | 被 安 打 | 被 本 塁 打 | 与 四 球 | 敬 遠 | 与 死 球 | 奪 三 振 | 暴 投 | ボ 丨 ク | 失 点 | 自 責 点 | 防 御 率 | W H I P |
| -------- | -------- | ----- | ----- | ----- | ----- | -------- | ----- | ----- | -------- | ----------- | ----- | ----- | -------- | -------- | ----------- | -------- | ----- | -------- | -------- | ----- | -------- | ----- | -------- | -------- | ------- |
| 2020     | 富山     | 8     | 0     | 0     | 0     | 0        | 1     | 0     | 0        | 0           | 1.000 | 44    | 8.2      | 9        | 1           | 8        | -     | 0        | 3        | 0     | 0        | 5     | 3        | 3.12     | 1.96    |
| 2021     | 富山     | 17    | 0     | 0     | 0     | 0        | 0     | 0     | 0        | 0           | .000  | 65    | 16.1     | 12       | 0           | 9        | -     | 1        | 16       | 4     | 1        | 4     | 4        | 2.20     | 1.29    |
| 2022     | 富山     | 36    | -     | 0     | -     | -        | 2     | 1     | 11       | -           | .667  | 157   | 36.2     | 27       | -           | 19       | -     | 4        | 37       | 3     | 0        | 14    | 8        | 1.96     | 1.25    |
| 2023     | 富山     | 23    | 0     | 0     | 0     | 0        | 0     | 1     | 11       | -           | .000  | 99    | 23.0     | 12       | 0           | 18       | -     | 0        | 26       | 1     | 0        | 6     | 4        | 1.57     | 1.30    |
| BCL：2年 | BCL：2年 | 25    | 0     | 0     | 0     | 0        | 1     | 0     | 0        | 0           | 1.000 | 109   | 25.0     | 21       | 1           | 17       | -     | 1        | 19       | 4     | 1        | 9     | 7        | 2.52     | 1.52    |
| NOL：1年 | NOL：1年 | 36    | -     | 0     | -     | -        | 2     | 1     | 11       | -           | .667  | 157   | 36.2     | 27       | -           | 19       | -     | 4        | 37       | 3     | 0        | 14    | 8        | 1.96     | 1.25    |
| NBL：1年 | NBL：1年 | 23    | 0     | 0     | 0     | 0        | 0     | 1     | 11       | -           | .000  | 99    | 23.0     | 12       | 0           | 18       | -     | 0        | 26       | 1     | 0        | 6     | 4        | 1.57     | 1.30    |

- 2023年度シーズン終了時

### 背番号
- 55（2015年 - 2017年）
- 69（2018年 - 2019年）
- 21（2020年 - 2023年）